# Lukar
Koordinati:   44°26′09″N, 14°59′50″E
Lukar je majhen nenaseljen otoček v Jadranskem morju. Pripada Hrvaški.
Lukar leži v Maunskem kanalu med otokoma Maunom in Pagom. Od Paga je oddaljen okoli 0,5 km. Površina otočka meri 0,049 km². Dolžina obalnega pasu je 0,93 km. Najvišja točka na otočku doseže višino 8 mnm.